# 張祖榮 (澳門)
張祖榮（葡萄牙語：Cheong Chou Weng），曾任澳門貿易投資促進局研究暨資料處經理、研究暨資料處經理、推廣活動廳高級經理，2004年3月升任為該局的行政管理委員會執行委員；2010年2月1日，張祖榮被時任經濟財政司司長譚伯源升任為澳門貿易投資促進局行政管理委員會主席。

## 學歷簡介
- 1986年：經濟學士
- 1993年：工商管理學碩士

## 政界發展
- 1989年：加入公職並在經濟局擔任職務
- 1993年：擔任經濟局出口促進廳貿易資料處代處長
- 1994年：貿易投資促進署成立，擔任貿易資料處處長
- 1999年：改任研究暨資料處經理，促進署同年更名為澳門貿易投資促進局
- 2001年：擔任澳門貿易投資促進局推廣活動廳高級經理
- 2004年3月：擔任澳門貿易投資促進局行政管理委員會執行委員
- 2010年2月1日至2018年10月26日：擔任澳門貿易投資促進局行政管理委員會主席

## 涉案被捕

### 貿促局審批投資移民弊案
2018年7月2日，澳門廉政公署公佈《貿易投資促進局審批“重大投資移民”和“技術移民”的調查報告》，揭發張祖榮本人與澳門貿易投資促進局的領導層在審批“重大投資移民”和“技術移民”申請時，前者欠缺嚴謹的審批及查核機制、部分獲批項目投資金額過低或過於側重不動產投資；後者存在審批標準欠缺嚴謹、申請人長期不在澳門以及透過虛假聘用取得臨時居留等問題。雖然貿促局就事件展開簡易調查程序，結果卻發現無人違規。
2018年10月25日，澳門廉政公署將張祖榮及其他涉案人士移送至司法機關處理，其在貿促局擔任的行政委員會主席一職被終止。

### 查出同時涉貪
2019年7月5日，澳門廉政公署查出張祖榮在任期間涉嫌受賄、偽造文件、違反保密義務及濫用職權，經澳門特別行政區檢察院建議，刑事起訴法庭法官批准羈押。案情顯示，一對商人夫婦夥同他人，於 2010年至 2018年間，利用開設或操控的50多間公司，透過虛構投資項目、專業經驗或聘用關係等方式，為他人申請「重大投資移民」或「技術移民」提供「一條龍」服務，以便從中賺取巨額的非法利潤，涉及金額超過澳門幣1,000萬元。該對商人夫婦及其他涉案人士涉嫌觸犯行賄罪、犯罪集團罪、偽造文件罪及使用偽造文件罪。廉署發現，該團夥在代辦申請時，會將代辦費的兩至三成以「貿促局諮詢雜費」或「顧問費」名目入賬，自此廉署發現貿促局前主席與該團夥相互勾結，為移民申請提供非法協助。貿促局前主席亦透過其配偶、女兒及內地的情婦長期收受該團夥提供的金錢、工作職位、公司股份等不法利益，涉嫌觸犯受賄作不法行為罪、偽造文件罪及違反保密罪，同時在財產申報時故意隱瞞所擁有的財產，涉嫌觸犯《財產及利益申報法律制度》所規定的資料不正確罪。另外，廉署在調查中發現，一名於退休基金會擔任廳長的原貿促局投資居留暨法律處經理，直接參與該團夥虛假移民申請的犯罪活動；一名貿促局前執行委員涉嫌利用職權，為兩名「技術移民」申請人提供不法協助及透露部門內部機密訊息，以令申請人的個案可順利獲得批准，涉嫌觸犯濫用職權罪及違反保密罪。

### 初級法院審訊及判刑

#### 案件開審
2020年4月27日，案件開審，案中被告連同張祖榮共26人，包括案發時任貿促局投資居留暨法律處經理甄溢全、貿促局行政管理委員會前執行委員吳愛華，其餘被告包括涉嫌行賄的商人吳國壽及伍淑華，以及店鋪東主、涉嫌行賄取得身分證的人士等。張祖榮在案中被控18項罪名，分別涉嫌1項犯罪集團罪、4項受賄作不法行為罪、1項違反保密罪、3項濫用職權罪、6項清洗黑錢罪、3項財產申報資料不正確罪。

#### 初審判刑
2020年10月9日，初級法院裁決貿促局前主席張祖榮被控犯罪集團罪、清洗黑錢罪及受賄罪均不成立，但因違反保密罪和財產申報資料不正確罪名成立，被判囚2年；在等判刑確定期間，無須羈押，即時釋放。張祖榮原本有被控一項濫用職權罪則改控違反保密罪成。同列為嫌犯張祖榮的太太、女兒及情人被控清洗黑錢罪均不成立。案中第二被告、貿促局前投資經理甄溢全缺席宣判。他被控多項偽造文件、判處 4年徒刑；第三被告、貿促局行政管委會前執行委員吳愛華一項濫用職權罪和二項違反保密罪罪成，判處 1年 9個月徒刑。張祖榮及吳愛華的代表律師在判決後向傳媒表示，他們的當事人均會考慮上訴。合議庭主席梁鳳明在判刑後稱，張祖榮在審訊期間一直保持沈默，沒有悔意，身為貿促局主席理應嚴格遵守法律，為下屬樹立良好榜樣，但知法犯法，利用職務之便取得申請居留內部機密資料，並提供予他人。法庭考慮到案件嚴重性，張祖榮在案中的參與度，以及對社會負面影響等，數罪併罰，判處 2年徒刑。 又指，「受賄事實法庭沒有足夠證據證實，有冇做過自己最清楚。」梁鳯明表示，身為貿促局領導的甄溢全及吳愛華同時沒有為下屬榜樣、造成局內重大問題，同時影響政府形象，而且沒有認罪悔意。又指，甄溢全參與偽造申請居留文件的行為嚴重社會安寧、對政府造成負面形象。法官又表示，吳愛華洩露有關申請居留內部機密文件，又協助營造有利居留申請的資料，其行為嚴重影響市民對政府及政府人員觀感。以商人吳國壽為首及其三名主要團伙被控犯罪集團罪及偽造文件罪成立，分別判7年6個月至15年。吳國壽之前因巨額詐騙案被判5年，經競合後實質判18年。吳及其團伙被指提供貿促局內部資訊，方便協助他人以投資方式申請移居澳門。
2020年10月11日，商人吳國壽被裁定觸犯多項偽造文件罪名成立，被判15年徒刑，與另一案件競合，合共判處18年徒刑。根據資料，吳國壽涉嫌多年前向內地人出售兩幅路環「紗紙契」土地，被控兩項相當巨額詐騙罪成，2017年7月被判囚五年三個月，賠償多名受害人近1,500萬港元。法官指出，兩案競合後，吳國壽獲刑18年。至於第五被告、吳國壽妻子伍淑華因病缺席宣判，合議庭裁定其犯罪集團罪和多項偽造文件罪成，被判入獄12年，二人的下線余淑華和楊淑津分別判八年半和七年半。由於余淑華有出庭應訊，合議庭主席梁鳳明指她參與程度高，但看不到她有悔意，因此作出此量刑，並稱「結合所有紀錄，幾乎每次都有你份，希望你作出深刻反省，唔好呃人、欺騙政府」，必須判處實際徒刑才可達到對社會的預防效果。另外兩名被告貿促局前行政管委會執行委員吳愛華、投資經理甄溢全，法庭審視了證人證言、電話資料、書證等證據，認定兩人罪成，分別判監一年九個月和四年，均不得緩刑。法官梁鳳明批評吳愛華沒有悔意、認罪態度差，身為領導應樹立良好榜樣，卻利用職務之便犯罪，嚴重影響市民對政府及公務員的觀感，判其入獄一年九個月實際徒刑。至於多名涉嫌不法申請移民的被告，分別判囚兩年九個月至五年，多人罪名不成立，三人准予緩刑。其中火鍋店股東盛洪芳以重大投資為由申請臨時居留許可，法庭證實她為滿足1,300萬元投資額條件，偽造增資文件，同時替其兒子申請移民，裁定她兩項偽造文件罪成，入獄三年半。盛洪芳亦透過律師告病假，缺席宣判。

### 上訴至中級法院
2021年5月下旬，中級法院頒佈上訴判詞。
第一嫌犯張祖榮上訴部分得直，改判四項違反保密罪全部不成立；其餘的三項財產資料不正確罪，由每項判監七個月改為合共判囚11個月，緩刑兩年六個月，但需向特區捐獻澳門幣15萬元。檢察院上訴部分得直，張祖榮當初被判不成立的數項控罪，被發回初級法院重審。根據中級法院網頁資料，合議庭於本月27日對第13/2021 號上訴案作出裁判。
案中第一嫌犯張祖榮，當初被控觸犯一項犯罪集團罪、四項受賄作不法行為罪、六項清洗黑錢罪，全部罪名不成立；另外，一項違反保密罪成立，判處一年徒刑，三項濫用職權罪改判為三項違反保密罪，每項判處九個月徒刑；三項財產資料不正確罪成立，每項判處七個月徒刑。數罪併罰之下，張祖榮合共判處兩年實際徒刑。裁判書中指出，張祖榮的部分上訴理由成立，改判其四項違反保密罪全部不成立，其餘的三項財產資料不正確罪，由每項判監七個月改判合共判囚11個月，緩刑兩年六個月，但需向特區捐獻澳門幣15 萬元。同時，檢察院質疑初級法院審查張祖榮與其妻子持有來源不明的巨額現金、吳國壽透過張祖榮的內地情人輸送不法利益等指控事實的證據時明顯出錯。中級法院認為，原審庭就相關指控事實的最後認定結果，在常人一般生活的經驗法則角度下來看，顯得不合情理，因而決定把案件涉及行賄、受賄作不法行為和清洗黑錢等罪的內容發回初院重審。
至於張祖榮獲緩刑的理據，裁判書指出，僅對事實作譴責並以監禁作威嚇應仍可足以實現處罰之目的，因此准他緩刑兩年零六個月。然而，由於部分指控將發回初級法院重審，張祖榮的具體徒刑和緩刑判決，仍有可能視乎重審結果而變更。
案中第三嫌犯、貿促局前行政管委會執行委員吳愛華當初被判兩項濫用職權罪及兩項違反保密罪成立，合共判處一年九個月實際徒刑的單一刑罰。吳愛華在上訴狀內提出的刑事開釋請求成立，因此獲中級法院改判各項罪名全部不成立。
裁判書中指出，貿促局人員對臨時居留申請中何謂「具備特別資格的技術人員」、「行業薪酬中位數」及「重大投資」的認定或界定標準，本質上是一種價值判斷，不屬秘密概念範疇，不能認定張祖榮及吳愛華觸犯違反保密罪。另外，由於沒有具體事實支持吳愛華意圖為他人獲得不正當利益，不能判處吳愛華濫用職權罪。
至於案中第二嫌犯甄溢全，當時被指控觸犯一項犯罪集團罪，罪名不成立；被指控觸犯16項偽造文件罪改判為七項偽造文件罪，全部罪名成立，每項判處三年徒刑。數罪併罰，合共判處四年實際徒刑之單一刑罰。根據中級法院裁判書顯示，甄溢全亦有提起上訴，上訴結果有待判決。此外，甄溢全自2012年3月1日起以定期委任方式擔任退休基金會退休及撫卹制度廳廳長的職務，由於其牽涉到貿促局投資移民弊案，被行政法務司司長提前終止其定期委任。事件輾轉上訴至終審法院，終審法院合議庭日前裁定，撤銷提前終止甄溢全定期委任的決定。

### 甄溢全就終止終止退休基金會廳長決定上訴至終審法院
2021年5月24日，澳門特別行政區終審法院撤銷提前終止退休基金會前廳長甄溢全定期委任的決定，裁定行政法務司司長上訴敗訴。終院指出，甄溢全自2012年3月1日起以定期委任方式擔任退休基金會退休及撫卹制度廳廳長的職務，由於其牽涉到貿易投資促進局投資移民弊案，時任行政法務司司長陳海帆作出批示提前終止其定期委任。據報道，甄溢全曾任貿促局投資居留暨法律處經理。

### 第一被告再度上訴至中級法院
2021年6月17日，張祖榮對上訴判決提出無效爭議，被中級法院合議庭駁回。判決書指出，張祖榮於同年6月10日提出爭議指，上訴庭不但審理了不應審理的涉及其原被指控的「濫用職權」罪的課題，還遺漏審理部分上訴內容，更沒有指出他有「資料不正確」罪的犯罪故意的上訴理由，所以該上訴判決根據《刑事訴訟法典》第4條所容許援引的《民事訴訟法典》第571條第1款d項的規定，應為無效。中級法院合議庭認為，上訴庭既然在上訴判決書中已裁定檢察院在上訴狀內就第三嫌犯的情況而主張的有關「濫用職權」罪與「違反保密」罪之間是存在著實質競合關係的上訴問題是成立的，再加上已實質裁定原審庭把第一嫌犯上述三項「濫用職權」指控罪名改變為「違反保密」罪的決定並不成立，那便要對在同一份一審判決書中凡涉及原審庭把原相關「濫用職權」指控罪名改變罪名定性的地方予以處理，因為正是《刑事訴訟法典》第393條第3款規定上訴庭有這審判義務。此外，《刑事訴訟法典》第418條第1款指上訴庭得界定發回重審的訴訟標的範圍。在本案中，檢察院並非在維護嫌犯們的利益下就一審判決提出上訴，因此上訴庭是可以因應檢察院是次上訴在原先針對第三嫌犯的情況方面所引發的上述兩個罪狀的實質競合關係的問題，作出對第一嫌犯的訴訟利益不利的上訴判決。至於第一嫌犯提到的案中既證事實並沒有指出涉案手錶是在2018年4月23日之前取得的、更沒有指出他有「資料不正確」罪的犯罪故意等上訴論調，實質上也已被上訴庭在同一上訴判決書內發表的以下判決理由駁回了：根據原審既證事實，原審庭在法律上判他「資料不正確」罪罪成的決定並無不妥之處。綜上所述，第一嫌犯就上訴判決提出的無效爭議並不成立。

### 案件重審

#### 重審前夕
2022年4月20日，當年49歲的商人吳國壽於珠海落網，於當天晚上被押回與澳門，押送路環監獄服刑。先前被法院就涉及犯罪集團、偽造文件、相當巨額詐騙罪罪成，判監18年。澳門司法警察局公布，司警於2022年1月份，透過區域警務聯絡機制，得悉一名因實施「犯罪集團」、「偽造文件」、「相當巨額詐騙」等罪而被澳門初級法院判處合共18年徒刑男子正身處內地，而有關庭審判決的上訴已被終審法院裁定敗訴。為執行法官批出的拘留命令狀，司警局立即要求內地警方協助尋找及移交被判刑的本澳男子，該男子近月在多個不同城市均有活動軌跡，在公安部、廣東省公安廳和珠海市公安局大力支持下，相關工作依法開展。於2022年4月20日早上，珠海市公安局通知司警局，該名本澳男子已在珠海落網，兩地警方當晚於拱北口岸與關閘口岸入境通道進行犯人交接程式，司警接收該名本澳男子，隨後按照法官命令，將其扣押並押往懲教管理局服刑。

#### 重審判決
2022年5月20日，初級法院對貿易投資促進局投資移民弊案進行重審，裁定第一被告貿促局前主席張祖榮受賄作不法行為、濫用職權、清洗黑錢罪成，結合之前罪行，被判處五年徒刑。而第五被告商人吳國壽被裁定行賄、清洗黑錢罪成，將刑罰競合後，則被判處23年徒刑。張祖榮代表律師當庭提出上訴，法院並維持原有的強制措施：代表律師山度士在法院外接受傳媒訪時表示，對上訴方面有信心，並稱已與張祖榮作出溝通，認為法庭的決定並非張祖榮意料之內。法院指出，經再次分析所有已證事實，張祖榮的出入境記錄、與吳國壽的短訊對話、資金流向等，認定張祖榮濫用職權，違反無私及保密義務，將貿促局的內部機密透露給原本無權查詢移民申請個案進度的吳國壽團夥，讓自己或他人獲得不正當利益。

## 外部連結
- 第3/2010號經濟財政司司長批示 （页面存档备份，存于）
- 《貿易投資促進局審批「重大投資移民」和「技術移民」的調查報告》 （页面存档备份，存于）